# Базилевич, Пётр Евсеевич
Пётр Евсеевич Базилевич (1867 — после 1912) — землемер, член III Государственной думы от Черниговской губернии.

## Биография
Православный, крестьянин села Ивот Ивотской волости Новгород-Северского уезда. Окончил двухклассное начальное училище.
Служил частным землемером. Имел 3 десятины надельной и 30 десятин собственной земли. Избирался гласным Новгород-Северского уездного и Черниговского губернского земских собраний. Состоял попечителем народного училища.
В 1907 году был избран членом III Государственной думы от Черниговской губернии съездом уполномоченных от волостей. Входил во фракцию октябристов. Состоял членом комиссий по переселенческому делу и о неприкосновенности личности.
В конце 1912 года — член попечительного совета Новгород-Северской женской гимназии. Дальнейшая судьба неизвестна. Был женат.